# چند برنامه چند داده
چند برنامه چند داده (انگلیسی: MPMD) در علم رایانش یکی از تکنیک‌هایی است که برای دستیابی به رایانش موازی از آن استفاده می‌شود. این روش زیر مجموعه روش چند دستور چند داده (MIMD)است. در این روش، کارها تقسیم شده و به صورت موازی در چندین پردازنده با ورودی‌های موازی برای دستیابی به نتیجه سریعتر اجرا می‌گردند. 
|            | یک دستورالعمل            | چندین دستورالعمل          | یک برنامه                 | چندین برنامه               |
| ---------- | ------------------------ | ------------------------- | ------------------------- | -------------------------- |
| یک داده    | یک دستور یک داده (SISD)  | چند دستور یک داده (MISD)  |                           |                            |
| چندین داده | یک دستور چند داده (SIMD) | چند دستور چند داده (MIMD) | یک برنامه چند داده (SPMD) | چند برنامه چند داده (MPMD) |